# Frieder Steuer
Frieder Steuer (* 1. Dezember 1950) ist ein ehemaliger deutscher Fußballspieler, der in den 1970er Jahren für die BSG Stahl Riesa in der DDR-Oberliga, der höchsten Spielklasse im DDR-Fußball, aktiv war.

## Sportliche Laufbahn
Bis 1968 spielte Frieder Steuer im Nachwuchs der TSG Gröditz und wechselte danach zur Betriebssportgemeinschaft (BSG) Stahl Riesa. Der 1,80 m große Mittelfeldspieler wurde zunächst in der 2. Mannschaft eingesetzt, die in der drittklassigen Bezirksliga spielte. Zur Saison 1970/71 wurde er in die Oberligamannschaft der BSG Stahl aufgenommen, in der er sich mit 22 Punktspielteilnahmen und drei Toren als Stammspieler empfahl. So blieb es auch 1971/72, Steuer verpasste lediglich ein Punktspiel und schoss wieder drei Tore. Seine Mannschaft musste allerdings absteigen und spielte 1972/73 in der zweitklassigen DDR-Liga. Am sofortigen Wiederaufstieg war Steuer nur mit zwölf von 22 Punktspielen und nur einem Einsatz in den acht Aufstiegsspielen beteiligt. In der neuen Oberligasaison 1973/74 verlor er endgültig seinen Stammplatz in der ersten Mannschaft, er wurde nur in der Hinrunde in elf Oberligaspielen eingesetzt. Auch in der DDR-Liga-Mannschaft von Stahl Riesa II bestritt er lediglich drei Punktspiele. 1974/75 wurde Steuer in drei Oberligaspielen eingesetzt, daneben spielte er mit der abgestiegenen zweiten Mannschaft in der Bezirksliga, der er zur Rückkehr in die DDR-Liga verhalf. Mit ihr spielte er 1975/76 noch dreimal in der DDR-Liga, wechselte aber noch im Verlauf der Saison zum DDR-Ligisten BSG Stahl Brandenburg, wo er weitere zwei Punktspiele bestritt. Anschließend kehrte er wieder zu Stahl Riesa zurück und spielte erneute mit Riesa II in der Bezirksliga. Zur Saison 1977/78 rückte er wieder in die 1. Mannschaft auf, die nach einem erneuten Abstieg wieder in der DDR-Liga spielte. Wie 1973 gelang ihr umgehend die Rückkehr in die Oberliga, wobei Steuer 13 der 22 Punktspiele bestritt, dabei drei Tore erzielte und auch sieben der acht Aufstiegsspiele absolvierte. Für die Spielzeit 1978/79 wurde er für die Oberligamannschaft nominiert und in unregelmäßigen Abständen noch einmal in zehn Punktspielen eingesetzt. Danach wurde er endgültig bei Stahl Riesa verabschiedet. Er kehrte zum Ausgangspunkt seiner Karriere zurück und verhalf der TSG Gröditz gleich in seiner ersten Saison 1979/80 zum Aufstieg in die DDR-Liga. In den nächsten drei Spielzeiten war Steuer Stammspieler im Mittelfeld, er verpasste von den 66 Ligaspielen lediglich sieben Partien. Seine letzte Saison im Leistungsfußball bestritt er 1983/84. Er kam noch einmal in sieben DDR-Liga-Spielen zum Einsatz und wies danach 71 Oberligaspiele mit sieben Toren und 99 Zweitligaspiele mit neun Toren auf.